# Goniophthalmus
Goniophthalmus – rodzaj muchówek z rodziny rączycowatych (Tachinidae).

## Wybrane gatunki
- G. australis Baranov, 1938
- G. frontoides Chao & Zhou, 1987[1]
- G. halli Mesnil, 1956[2]
- G. simonyi Villeneuve, 1910[1][3]